# 波兰环球音乐
波兰环球音乐 (英語：Universal Music Polska) 是环球音乐集团波兰子公司，于1998年在华沙成立。在扬·库比奇克离开后，LabelsCEO是马切·库塔克。
Label是在宝丽金之后成立的，其波兰子公司由Seagram带来，并成立了环球音乐集团。波兰环球音乐接管了 波兰宝丽金目录，其中包括艾迪塔·巴尔托谢维奇，雷娜塔·丹布科夫斯卡，莉迪亚·科帕尼亚，卡西亚·科瓦丽斯卡和Sweet Noise等艺术家的作品。尽管在1999年发行了以波兰环球音乐为名的第一张专辑。
波兰环球音乐目录还包括伊莎贝琳工作室（成立于1989年）的版本，这些版本最初由波兰宝丽金于 1994 年推出，其中包括科拉波兰齐、Big Day和Closterkeller等艺术家的作品。
波兰环球音乐经营子公司魔术唱片，它于1998年与唱片公司魔术唱片所有者组成。它释放了舞蹈和电子音乐艺术家。波兰环球音乐还经营着名为环球音乐出版社音乐出版公司。
波兰环球音乐在波兰发行HQT音乐集团，其中包括艾维丽娜·丽索夫斯卡，塔拉卡，马切·恰奇克和帕特里克·库莫尔等艺术家的作品。